# Douwe Bob

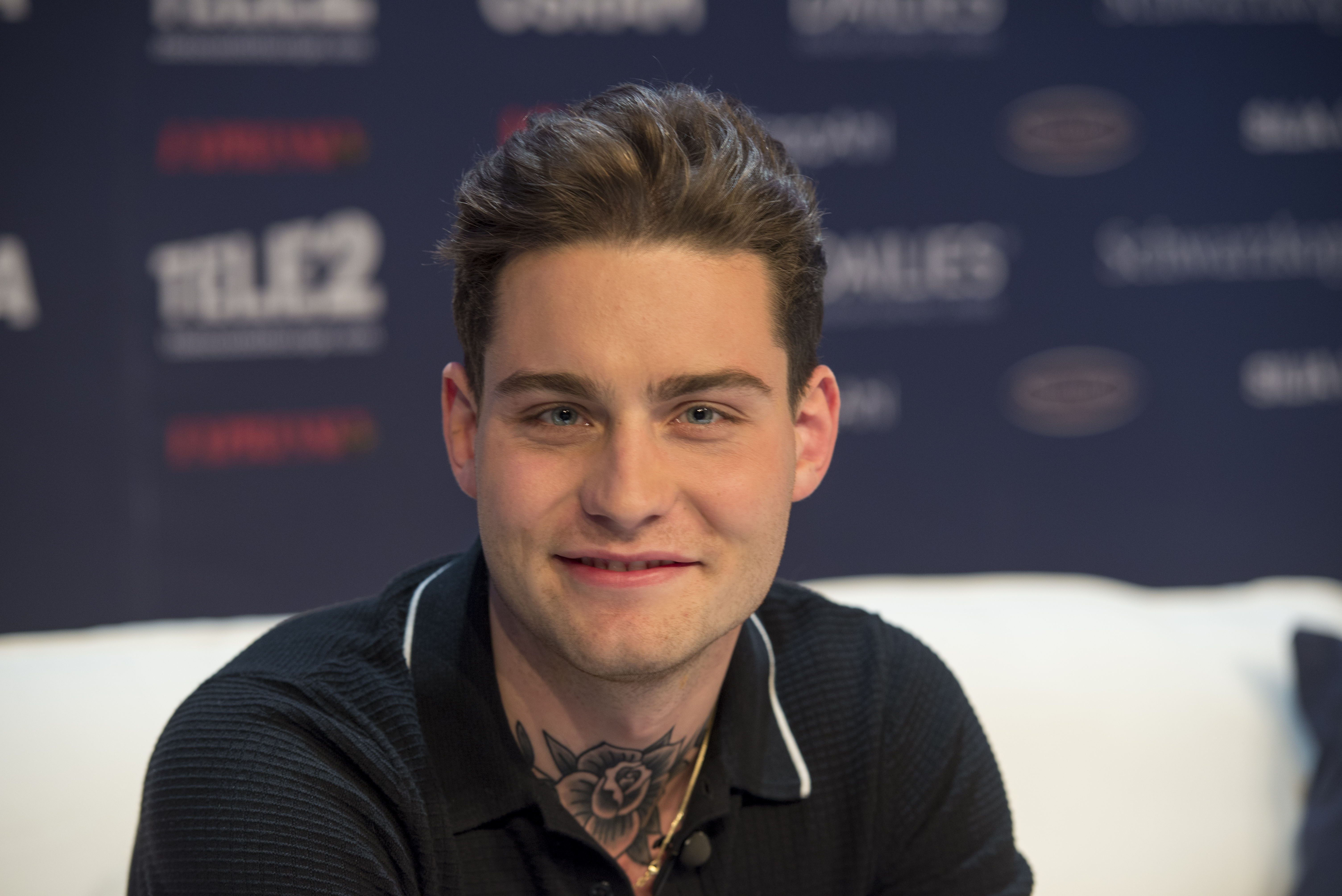
Douwe Bob beim Eurovision Song Contest, Mai 2016

Douwe Bob Posthuma (* 12. Dezember 1992 in Amsterdam) ist ein niederländischer Singer-Songwriter.

## Leben und Wirken
Douwe Bob ist der Sohn von Simon Posthuma, Mitglied der Designergruppe The Fool. Mit sechs Jahren begann er Klavier zu spielen und konzentrierte sich dabei auf klassische Musik und Jazz, mit 14 kam die Gitarre hinzu. Als Sänger beeinflussten ihn die Folk-, Pop- und Countrymusik der 1950er- bis zur Mitte der 1970er-Jahre.
2012 nahm er an der Castingshow De beste singer-songwriter van Nederland teil und gewann den von Giel Beelen initiierten Wettbewerb. Nach dem Wettbewerb erreichte sein Lied Multicoloured Angels Platz 17 der niederländischen Charts. Sein Debütalbum Born In A Storm wurde am 3. Mai 2013 veröffentlicht, wobei ein Großteil der Titel auf dem Album während eines Aufenthalts in Marokko mit Matthijs van Duijvenbode entstand. Ende 2013 erschien ein Dokumentarfilm namens Whatever Forever: Douwe Bob, der die Beziehung zu seinem Vater Simon Posthuma darstellt und im Rahmen des IDFA präsentiert wurde.
Im Januar 2015 veröffentlichte er den Titel Hold Me, der in Zusammenarbeit mit Anouk produziert wurde. Im Februar kündigte er sein zweites Album Pass It On an, das am 15. Mai 2015 unter seinem neuen Label Universal Music Group erschien.
Am 22. September 2015 gab AVROTROS bekannt, dass Douwe Bob die Niederlande beim Eurovision Song Contest 2016 in Stockholm vertreten wird. Am 4. März 2016 wurde sein Beitrag Slow Down präsentiert. Er ist der erste männliche Solointerpret seit 1992 für die Niederlande. Er erreichte 153 Punkte und belegte damit Platz 11.
Douwe Bob ist bekennend bisexuell.

## Diskografie

### Alben
| Jahr | Titel Musiklabel                           | Höchstplatzierung, Gesamtwochen, AuszeichnungChartsChartplatzierungen (Jahr, Titel, Musiklabel, Platzierungen, Wochen, Auszeichnungen, Anmerkungen) | Anmerkungen                            |
| Jahr | Titel Musiklabel                           | NL | Anmerkungen                            |
| ---- | ------------------------------------------ | --- | -------------------------------------- |
| 2013 | Born in a Storm Rodeomedia                 | NL7 (26 Wo.)NL | Erstveröffentlichung: 3. Mai 2013      |
| 2015 | Pass It On Universal Music                 | NL1 (28 Wo.)NL | Erstveröffentlichung: 15. Mai 2015     |
| 2016 | Fool Bar Universal Music                   | NL2 Gold · (33 Wo.)NL | Erstveröffentlichung: 6. Mai 2016      |
| 2018 | The Shape I’m In Universal Music           | NL5 (12 Wo.)NL | Erstveröffentlichung: 9. November 2018 |
| 2021 | Born to Win, Born to Lose Universal Music  | NL3 (5 Wo.)NL | Erstveröffentlichung: 28. Mai 2021     |
| 2024 | Where Did All The Cool Kids Go? V2 Records | NL4 Gold · (3 Wo.)NL | Erstveröffentlichung: 14. Februar 2024 |

### Singles
| Jahr | Titel Album                                            | Höchstplatzierung, Gesamtwochen, AuszeichnungChartplatzierungen (Jahr, Titel, Album, Platzierungen, Wochen, Auszeichnungen, Anmerkungen) | Höchstplatzierung, Gesamtwochen, AuszeichnungChartplatzierungen (Jahr, Titel, Album, Platzierungen, Wochen, Auszeichnungen, Anmerkungen) | Anmerkungen                                                                 |
| Jahr | Titel Album                                            | AT | NL | Anmerkungen                                                                 |
| ---- | ------------------------------------------------------ | --- | --- | --------------------------------------------------------------------------- |
| 2012 | Multicoloured Angels Born in a Storm                   | — | NL17 (4 Wo.)NL | Erstveröffentlichung: 21. September 2012                                    |
| 2013 | Stone into the River Born in a Storm                   | — | — | Erstveröffentlichung: 19. Dezember 2013                                     |
| 2014 | You Don’t Have to Stay Born in a Storm                 | — | — | Erstveröffentlichung: 15. April 2014                                        |
| 2015 | Hold Me Pass It On                                     | — | NL10 (11 Wo.)NL | Erstveröffentlichung: 16. Januar 2015 mit Anouk                             |
| 2016 | Slow Down Fool Bar                                     | AT65 (1 Wo.)AT | NL18 (10 Wo.)NL | Erstveröffentlichung: 5. März 2016 Beitrag zum Eurovision Song Contest 2016 |
| 2019 | I Do The Shape I’m In                                  | — | NL— GoldNL | Erstveröffentlichung: 4. Januar 2019                                        |
| 2023 | This World Is Our Home Where Did All The Cool Kids Go? | — | NL5 Gold · (21 Wo.)NL | Erstveröffentlichung: 8. Juni 2023                                          |
| 2024 | Nothing to Lose Where Did All The Cool Kids Go?        | — | NL9 Gold · (24 Wo.)NL | Erstveröffentlichung: 11. Januar 2024                                       |
| 2024 | I Believe –                                            | — | NL26 (17 Wo.)NL | Erstveröffentlichung: 26. Juli 2024                                         |
| 2024 | Could Have Been Us –                                   | — | NL28 (14 Wo.)NL | Erstveröffentlichung: 29. November 2024 mit Sera                            |
| 2025 | Funny –                                                | — | NL21 (8 Wo.)NL | Erstveröffentlichung: 25. April 2025                                        |